# Beat Marti

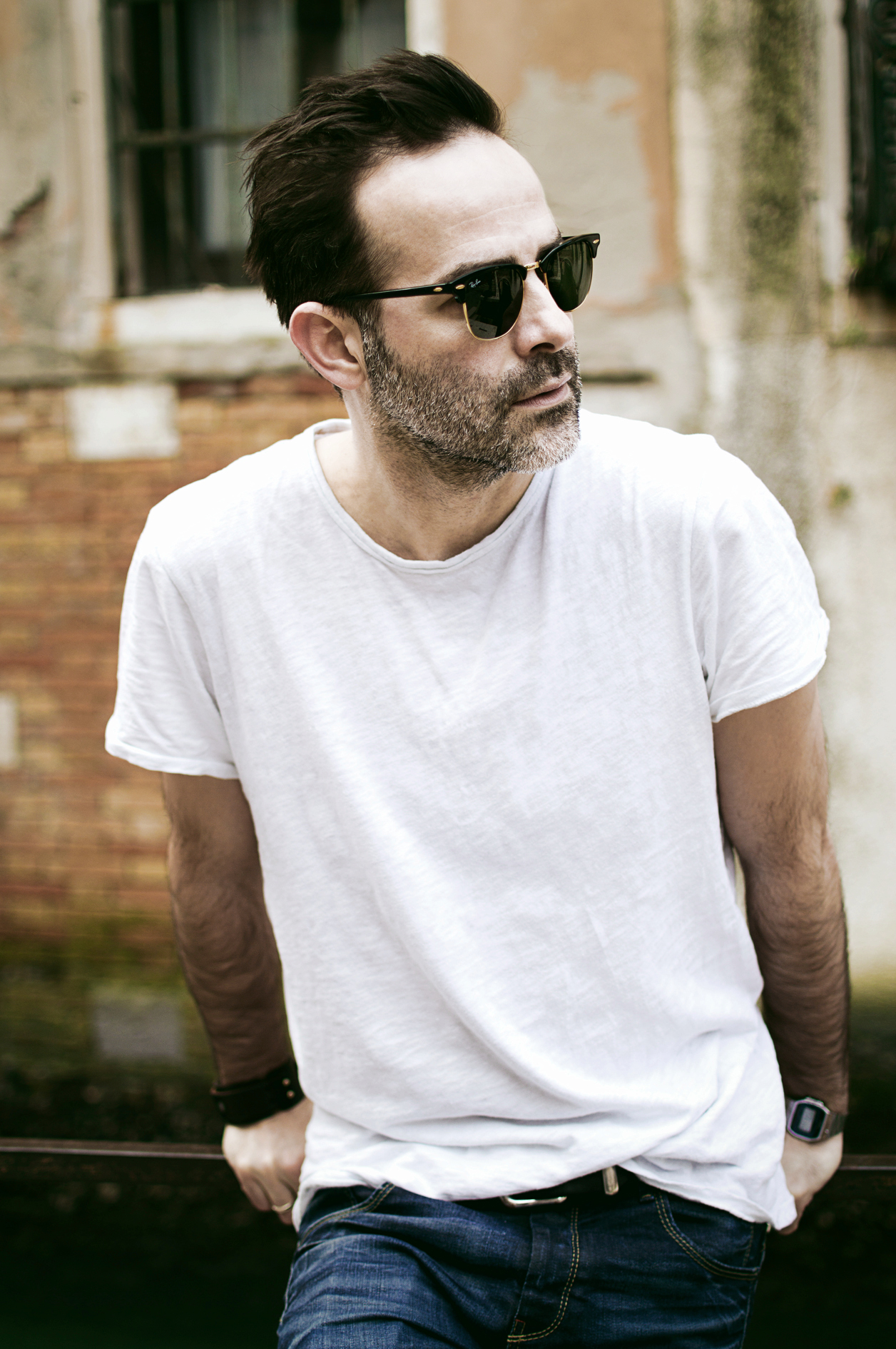
Beat Marti (2015)

Beat Marti (* 9. Juni 1972 in Chur) ist ein im deutschsprachigen Raum tätiger Schauspieler. Er besitzt sowohl die schweizerische als auch die deutsche Staatsbürgerschaft.

## Leben
Beat Marti wuchs in Chur auf und wandte sich nach dem Schulabschluss der Schauspielerei zu. Er absolvierte seine Ausbildung von 1991 bis 1995 an der Hochschule für Theater in Zürich. 1995 erhielt er den Kulturförderpreis des Kantons Graubünden.
Marti etablierte sich in Deutschland und in der Schweiz durch mehrere Film- und TV-Produktionen.
Sein erster Kinofilm I was a Swiss Banker, in dem er die Hauptrolle spielte, hatte 2007 auf der Berlinale seine Weltpremiere. 2008 wurde Marti für diese Rolle für den Schweizer Filmpreis in der Kategorie „Bester Darsteller“ nominiert.
2019 erhielt er für seine Rolle in dem rätoromanischen Spielfilm Amur senza fin den Schweizer Fernsehfilmpreis als „Bester Nebendarsteller“.
Im Theater spielte er am Schauspielhaus Zürich, am Theater Neumarkt in Zürich, Kampnagel in Hamburg und anderen Bühnen, unter der Regie von: Friederike Heller, Barbara Weber, Christiane Pohle, Anne Schneider, Corinna von Rad und Simone Blattner.
Beat Marti lebt seit 1998 in Berlin und gründete 2009 mit seiner Frau Delia Marti die Berliner Schauspiel-Agentur LuckyPunch. Sein Bruder ist der ehemalige Churer Stadtpräsident Urs Marti.

## Filmografie
- 1994–1995: Die Direktorin (Fernsehserie)
- 1998: Fascht e Familie (Fernsehserie)
- 2002: Bürgerbüro (Fernsehserie)
- 2003: Rotlicht – Im Dickicht der Großstadt (Fernsehfilm)
- 2003–2006: Alphateam – Die Lebensretter im OP (Fernsehserie)
- 2004: Bewegte Männer – Diamantenfieber (Fernsehserie)
- 2004: Lago Mio (Fernsehfilm)
- 2005–2006: Tessa – Leben für die Liebe (Fernsehserie)
- 2006–2007: Rote Rosen (Fernsehserie)
- 2007: Schwarze Schafe
- 2007: I was a Swiss Banker
- 2008: Canzun Alpina (Fernsehfilm)
- 2008: Heldin der Lüfte (Fernsehfilm)
- 2008: Berlin am Meer
- 2008: Eine bärenstarke Liebe (Fernsehfilm)
- 2009: Für meine Kinder tu’ ich alles (Fernsehfilm)
- 2009: Die Standesbeamtin
- 2009: Großstadtrevier – Von Männern und Musen (Fernsehserie)
- 2010: Der grosse Kater
- 2010: Ampelmann (Kurzfilm)
- 2010: Tulpen aus Amsterdam (Fernsehfilm)
- 2010: Room 7 (Kurzfilm)
- 2010: Die Relativitätstheorie der Liebe
- 2010: Vater, unser Wille geschehe (Fernsehfilm)
- 2010: Lizzi und der Kommissar (Fernsehfilm)
- 2011: Die Stein (Fernsehserie)
- 2012: Liebe und andere Unfälle (Fernsehfilm)
- 2012: Der Teufel von Mailand (Fernsehfilm)
- 2013: Kursverlust (Fernsehfilm)
- 2013: SOKO Leipzig – Verzweiflung (Fernsehserie)
- 2014: Akte Grüninger
- 2014: POKA
- 2014: Josephine Klick – Allein unter Cops – Die tote Boxerin (Fernsehserie)
- 2014: Tatort: Vielleicht (Fernsehreihe)
- 2014: True Love Ways
- 2014: Mordkommission Istanbul: Die zweite Spur (Fernsehreihe)
- 2015: Nichts passiert
- 2016: Familie Dr. Kleist – Spätzünderin (Fernsehserie)
- 2016: Morden im Norden – Ein dunkles Geheimnis (Fernsehserie)
- 2017: Die Rosenheim-Cops – Der Cocktailkönig von Rosenheim (Fernsehserie)
- 2018: Der Zürich-Krimi: Borchert und die letzte Hoffnung (Fernsehreihe)
- 2018: Tatort: Borowski und das Land zwischen den Meeren (Fernsehreihe)
- 2018: Mario
- 2019: Tatort: Bombengeschäft (Fernsehreihe)
- 2019: Letzte Spur Berlin – Todesspiel (Fernsehserie)
- 2020: Friesland: Aus dem Ruder (Fernsehreihe)
- 2020: Polizeiruf 110: Tod einer Toten (Fernsehreihe)
- 2020: In aller Freundschaft – Die jungen Ärzte – Deckung aufgeben (Fernsehserie)
- 2021: SOKO Potsdam – Mutterliebe (Fernsehserie)
- 2021: Tatort: Unsichtbar (Fernsehreihe)
- 2021: Die Diplomatin – Mord in St. Petersburg (Fernsehreihe)
- 2022: Notruf Hafenkante – Der beste Freund (Fernsehserie)
- 2022: Praxis mit Meerblick – Schwesterherz (Fernsehreihe)
- 2022: In aller Freundschaft – Unverstanden (Fernsehserie)
- 2022: WaPo Bodensee – Altmetall (Fernsehserie)
- 2022: Riesending – Jede Stunde zählt (Fernsehfilm)
- 2023: SOKO Wismar – Kurzes Glück (Fernsehserie)
- 2024: Ein starkes Team: Tod einer Pflegerin (Fernsehreihe)
- seit 2024: Der Bergdoktor (Fernsehserie)

## Theater
- Theater Neumarkt
- Festival Hope & Glory Zürich
- Schauspielhaus Zürich
- Theater Krefeld
- Kampnagel

## Auszeichnungen
- 2008: Nomination für den Schweizer Filmpreis in der Kategorie „Bester Darsteller“ – I was a Swiss Banker